# Auer Verlag
Der Auer Verlag ist ein deutscher Verlag für Unterrichtsmaterialien. Das 1875 von Ludwig Auer in Donauwörth gegründete Unternehmen bestand damals aus dem Verlag und einer Setzerei, Druckerei, Buchbinderei sowie Buchhandlung.
In den 1980er und 1990er Jahren wurden die wirtschaftlichen Bereiche gesellschaftsrechtlich in Einzelunternehmen aufgeteilt. Im Jahr 1996 ging die damals neu gegründete Auer Verlag GmbH eine Allianz mit der Klett Gruppe ein. 1999 erwarb Auer den Persen Verlag. Nach dem Rückzug der Gesellschafter Ludwig Auer und der Pädagogischen Stiftung Cassianeum erwarb 2006 Klett alle Anteile und seitdem ist der Verlag Teil der Stuttgarter Klett Gruppe.
Der Verlag bietet mehr als 1500 Titel an. Autoren des Verlages sind unter anderem Heike Grüner, Regina Schulze-Oechtering, Heike Jung, Bernd Wehren, Johanna Barbara Sattler, Manon Sander, Jost Schneider, Karin Kress, Jochen Neumerkel, Manfred Kiesel, Doreen Blumhagen und Dennis Sawatzki.
Der Verlag hatte bis vor wenigen Jahren seinen Firmensitz weiterhin in Donauwörth. 2015 wurde der Firmensitz jedoch nach Augsburg verlegt.
Heute bildet der Auer Verlag gemeinsam mit dem AOL Verlag und dem Persen Verlag die AAP Lehrerwelt GmbH, vormals AAP Lehrerfachverlage GmbH.